# Jonathan Félisaz
Jonathan Félisaz (Chamonix, 26 ottobre 1985) è un ex combinatista nordico francese.

## Biografia
In Coppa del Mondo esordì il 30 novembre 2007 a Kuusamo (35°) e ottenne l'unico podio il 24 gennaio 2010 a Schonach (2°).
In carriera ha preso parte a un'edizione dei Giochi olimpici invernali, Vancouver 2010 (30° nel trampolino normale), e a una dei Campionati mondiali, Liberec 2009 (32° nella partenza in linea il miglior risultato).

## Palmarès

### Coppa del Mondo
- Miglior piazzamento in classifica generale: 41º nel 2009
- 1 podio (a squadre):
  - 1 secondo posto